# 昭·宋萨宁
昭·宋萨宁亲王（英語：Prince Somsanith Vongkotrattana，1913年4月19日—1975年1月1日），老挝政府总理，是金达冯亲王、佩差拉亲王、苏发努冯亲王、梭发那·富马亲王的叔叔。